# Калугіно (Красночетайський район)
Калу́гіно (рос. Калугино, чув. Калкасси) — присілок у Чувашії Російської Федерації, у складі Акчикасинського сільського поселення Красночетайського району.
Населення — 254 особи (2010; 279 в 2002, 417 в 1979, 467 в 1939, 405 в 1927, 336 в 1897, 215 в 1860).
Національний склад (2002):
- чуваші — 99 %

## Історія
До 1863 року селяни мали статус удільних, займались землеробством, тваринництвом, бондарством, виробництвом коліс. 1900 року відкрито церковнопарафіяльну школу. На початку 20 століття діяв вітряк. 1931 року створено колгосп «Червоний Жовтень». До 1918 року присілок входив до складу Курмиської волості (у період 1835-1863 років — Курмиського удільного приказу), до 1920 року — Красночетаївської волості Курмиського, до 1927 року — Ядринського повітів. З переходом на райони 1927 року — спочатку у складі Красночетайського, у період 1962–1965 років — у складі Шумерлинського, після чого знову переданий до складу Красночетайського району.

## Господарство
У селі діють 3 магазини.